# ادواردو بلانکو
ادواردو بلانکو (اسپانیایی: Eduardo Blanco‎؛ زادهٔ ۲۸ فوریهٔ ۱۹۵۸) بازیگر اسپانیایی‌تبار اهل آرژانتین است. وی از سال ۱۹۸۴ میلادی تاکنون مشغول فعالیت بوده است.
از فیلم‌ها یا برنامه‌های تلویزیونی که وی در آن نقش داشته است، می‌توان به ستاره کوچک من، زنان قاتل، پسر عروس، تاپاس، همان عشق، همان باران و ماه آویاندا اشاره کرد.